# Ryszard Pawłowski (genetyk)
Ryszard Waldemar Pawłowski – polski genetyk, profesor nauk medycznych, pracownik naukowy Międzyuczelnianego Wydziału Biotechnologii Uniwersytetu Gdańskiego i Akademii Medycznej w Gdańsku, Instytutu Ekspertyz Sądowych im. prof. dr. Jana Sehna i Katedry i Zakładu Medycyny Sądowej Wydziału Lekarskiego Gdańskiego Uniwersytetu Medycznego.

## Życiorys
W 1993 r. habilitował się na podstawie pracy zatytułowanej Zastosowanie reakcji łańcuchowej polimerazy DNA (metoda PCR) do ustalenia płci osobnika na podstawie badania DNA izolowanego ze śladów biologicznych. W 2003 r. uzyskał tytuł profesora nauk medycznych. Był profesorem nadzwyczajnym w Katedrze i Zakładzie Medycyny Sądowej na Wydziale Lekarskim z Oddziałem Stomatologicznym Gdańskiego Uniwersytetu Medycznego i profesorem zwyczajnym tejże Katedry i Zakładu.
Został członkiem Komitetu Genetyki Człowieka i Patologii Molekularnej PAN. Należy do Rady Dyscypliny Naukowej - Nauk Medycznych Gdańskiego Uniwersytetu Medycznego.